# Старое Афонькино
Ста́рое Афо́нькино (чув. Ухинккел) — деревня в Шенталинском районе Самарской области. Входит в сельское поселение Салейкино.

## География
Находится на расстоянии примерно 17 километра по прямой на север-северо-восток от районного центра станции Шентала.

## История
Основана в 1750-1760-х годах ясачными и служилыми чувашами деревень Симбирского (Новая Чекурская, Старые Алгаши, Ишли, Вырастайкино и др.), Казанского (Калмыково) и Цивильского уездов. В 1859 году  695 жителей. В советское время работали колхозы «Трудовик» и им.Кутузова.

## Население
Постоянное население составляло 463 человека (чуваши 95%) в 2002 году, 413 в 2010 году.

## Религия
Старое Афонькино в начале XXI вв. является одним из немногих селений, часть населения которого является некрещенными и придерживается чувашского язычества. В конце XIX вв. часть населения приняло ислам, однако позже большинство из них вернулось к язычеству или приняло православие.

## Люди
- Измайлова, Вера Трофимовна — Герой Социалистического Труда